# Théâtre des Champs-Élysées

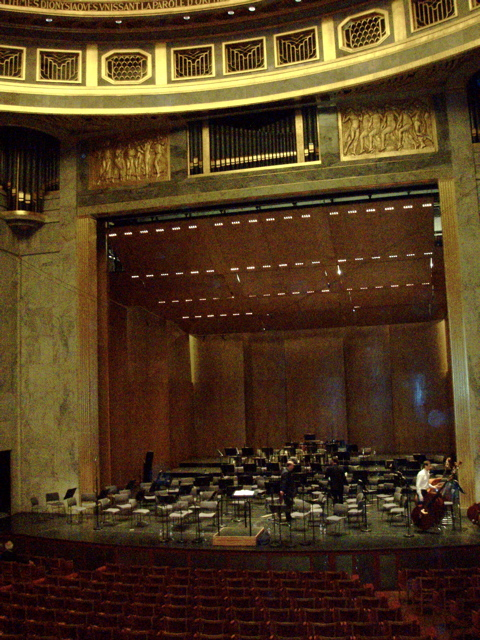
Scène du théâtre.

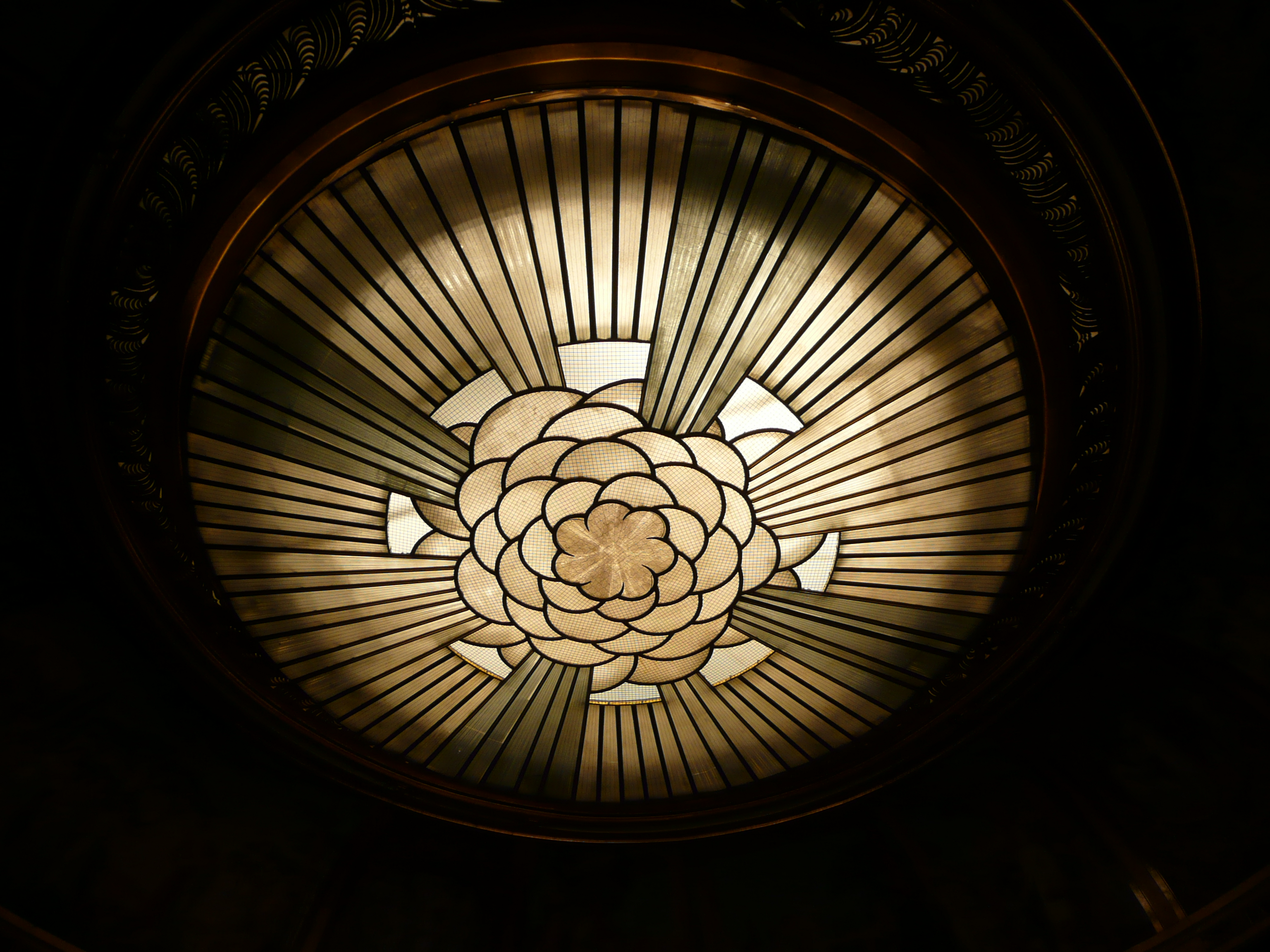
Plafond art déco de la grande salle.

Pour les articles homonymes, voir Champs Élysées.
Résidence
Le théâtre des Champs-Élysées est une salle de spectacle située 15, avenue Montaigne, dans le 8e arrondissement de Paris, qui a été inaugurée le 2 avril 1913.
Le bâtiment abrite en réalité trois salles : le Théâtre des Champs-Élysées, grande salle à l’italienne de 1 905 places destinée à l'opéra, à la danse et à la musique ; et deux salles consacrées au théâtre : la Comédie des Champs-Élysées, salle moyenne de 601 places, et le Studio des Champs-Élysées, petite salle de 230 places.
La Caisse des dépôts et consignations est propriétaire des murs (donc du 15 avenue Montaigne comprenant également le restaurant Gigi, et le restaurant-cabaret Le Manko) depuis 1970, et mécène principal des programmations des différentes salles.

## Historique

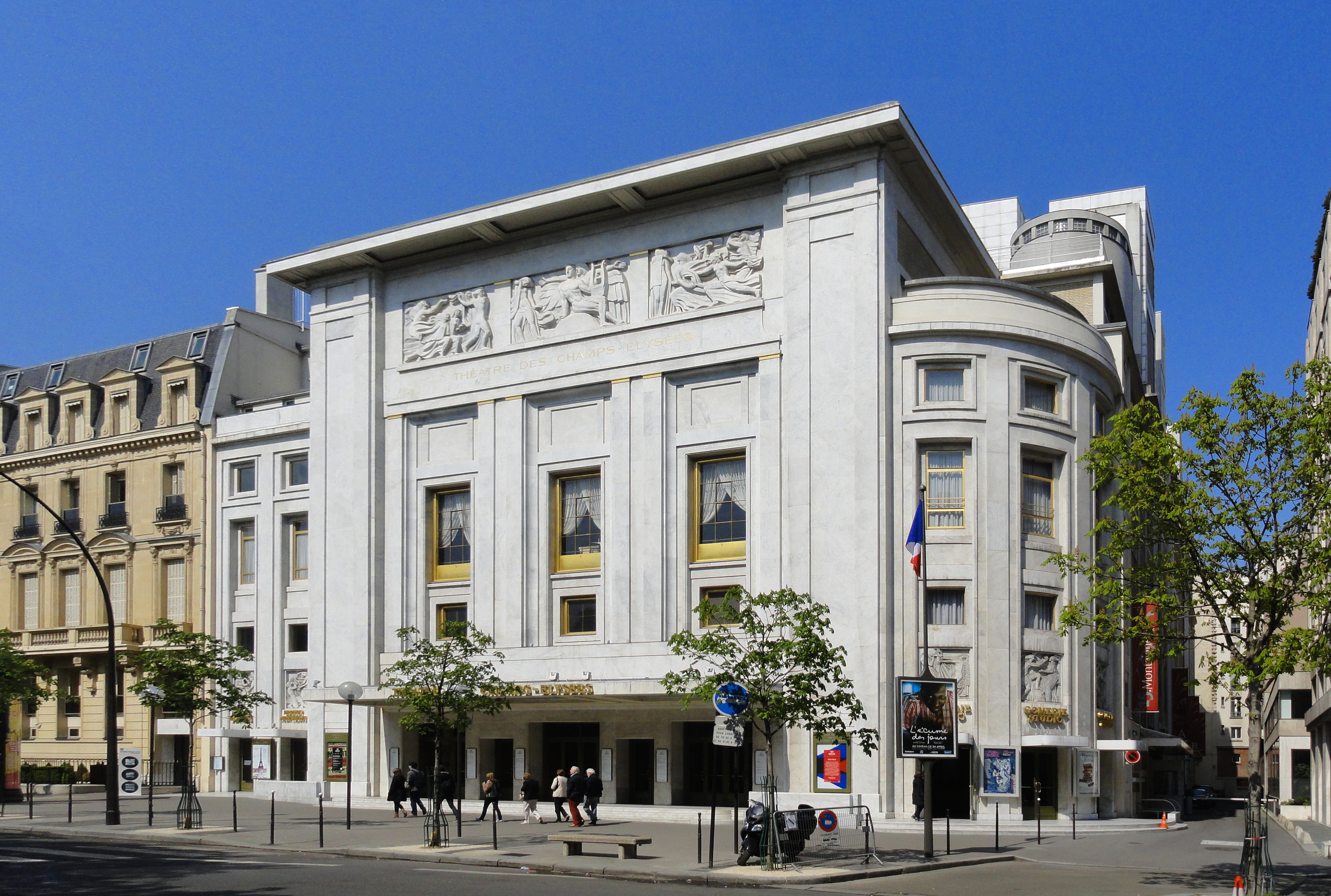

### Architecture
Construit en 1913 dans un style sobre et rigoureux, le bâtiment est considéré comme l’un des premiers représentants du style Art déco en architecture. Il abrite trois salles de spectacle et un restaurant au sommet, aligné sur les immeubles voisins de trois niveaux.
Il était initialement prévu que la structure soit en acier, ce qui avait poussé son premier directeur, Gabriel Astruc, à choisir les architectes Henry Fivaz et Roger Bouvard. En 1910, Henry Van de Velde est « appuyé » à Bouvard. Van de Velde fait la connaissance d'Auguste Perret un an après ; c'est alors que la structure est envisagée en béton. C'est la première fois qu'une salle de concert est réalisée entièrement en béton. Van de Velde fait appel à l'entreprise Perret pour l'ossature en béton mais il est finalement évincé du projet. Auguste Perret transige un peu avec ses principes : s'il affirme ultérieurement que le « béton se suffit à lui-même », il habille ici la façade de plaques de travertin et le cadre de scène de plaques de marbre de l'Allier, où sont intégrés plusieurs bas-reliefs en partie basse de l’édifice, de gauche à droite, cinq allégories des arts : La Sculpture et l’Architecture, La Musique, La Tragédie, La Comédie et La Danse, en marbre blanc par Bourdelle,. Les quatre groupes de poteaux intérieurs sont laissés visibles. La façade est classée aux monuments historiques par arrêté du 11 décembre 1957.

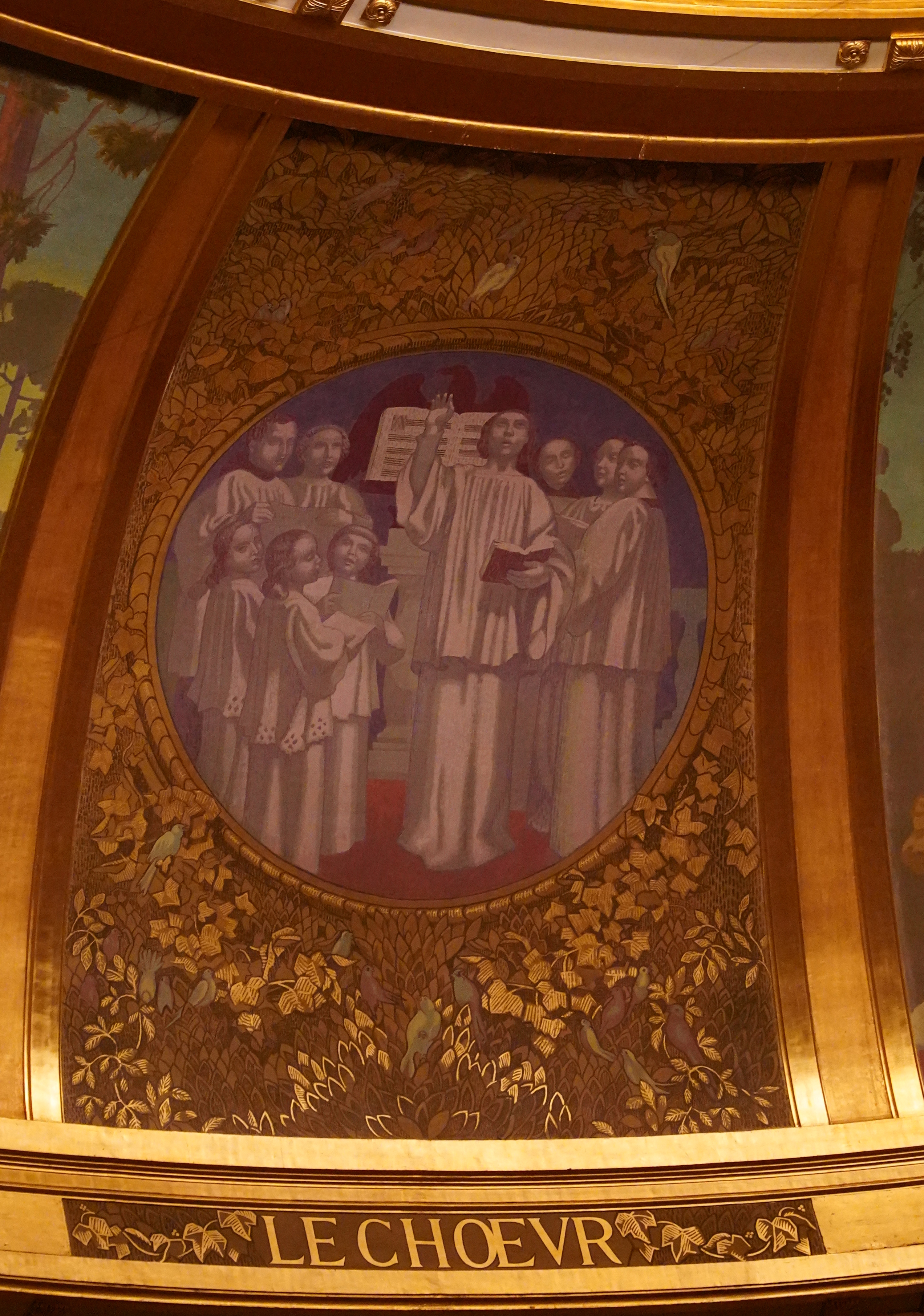
Le chœur dans la salle (chœur d'église, avec lutrin, livre de chœur, maître de chapelle, chantres et enfants).

Le Conseil d’État décide le 16 décembre 1994 que la surélévation de 1 000 m2 pour le restaurant devait donner lieu à un permis de construire et pas seulement une déclaration de travaux ; ce restaurant n'existe toujours pas administrativement.
La décoration intérieure du théâtre comporte quelques œuvres de Bourdelle (bronze et fresques). Maurice Denis réalise la décoration de la coupole de (1910-1912) : L'Orchestique grecque, L'Opéra, La Symphonie, Le Drame lyrique, séparés par des tondi illustrant Le Chœur, L'Orchestre, La Sonate et L'Orgue. Les peintres Édouard Vuillard, Ker-Xavier Roussel, Jacqueline Marval, et Raphaël Drouart contribuent également au décor. Les luminaires et les vitraux sont réalisés par René Lalique, qui crée 62 pièces originales pour le théâtre.

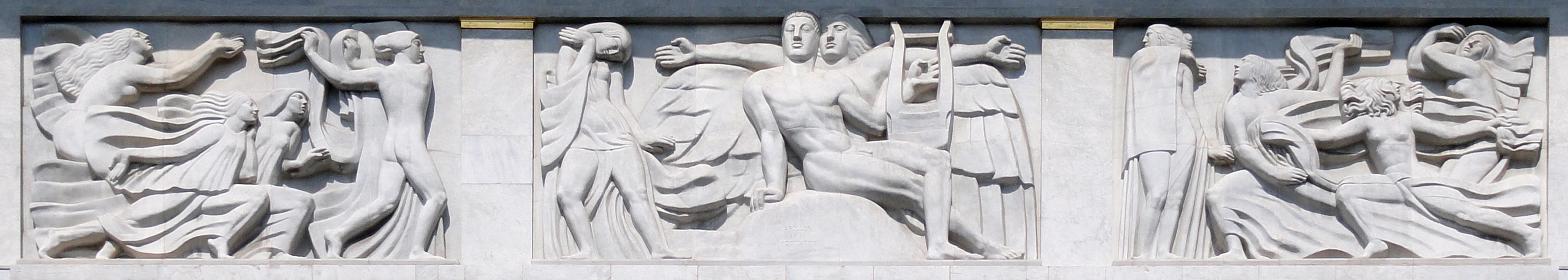
Bas-relief de la façade par Antoine Bourdelle.
L'orgue de la salle.

## Statut, gouvernance et budget
En 1922, Ganna Walska, après son mariage avec Harold McCormick, achète le théâtre des Champs-Élysées. Elle déclare au Chicago Tribune « qu'elle a investi ses propres fonds, et non ceux de son mari ». Jusqu'à la fin des années 60, Ganna Walska paye le déficit. C'est le seul théâtre à être coté en Bourse, mais toujours déficitaire. Ganna Walska change alors d'attitude et signe une promesse de vente à des promoteurs américains. Malraux s'en émeut et comme il est difficile d'envisager une expropriation, le gouvernement demande à la Caisse des dépôts et consignations d'intervenir provisoirement. En 1970, elle rachète donc 80 % des actions, l'État devant racheter ultérieurement le théâtre.
Le Théâtre des Champs-Élysées est une société anonyme à conseil d'administration, avec un chiffre d'affaires annuel de l'ordre de 9 M€ et un budget annuel d'une vingtaine de millions d'euros. La Caisse des dépôts et consignations verse une subvention à hauteur de 52 % des recettes. La billetterie représente 33 % des recettes et les autres recettes propres (mécénat, location…) environ 15%.
Le conseil d'administration est présidé par Éric Lombard de 2020 à 2024, puis par Sophie Quatrehomme depuis 2025, et Raymond Soubie est président d'honneur. Michel Franck dirige le TCE depuis 2010.

## Salles

### Théâtre des Champs-Élysées

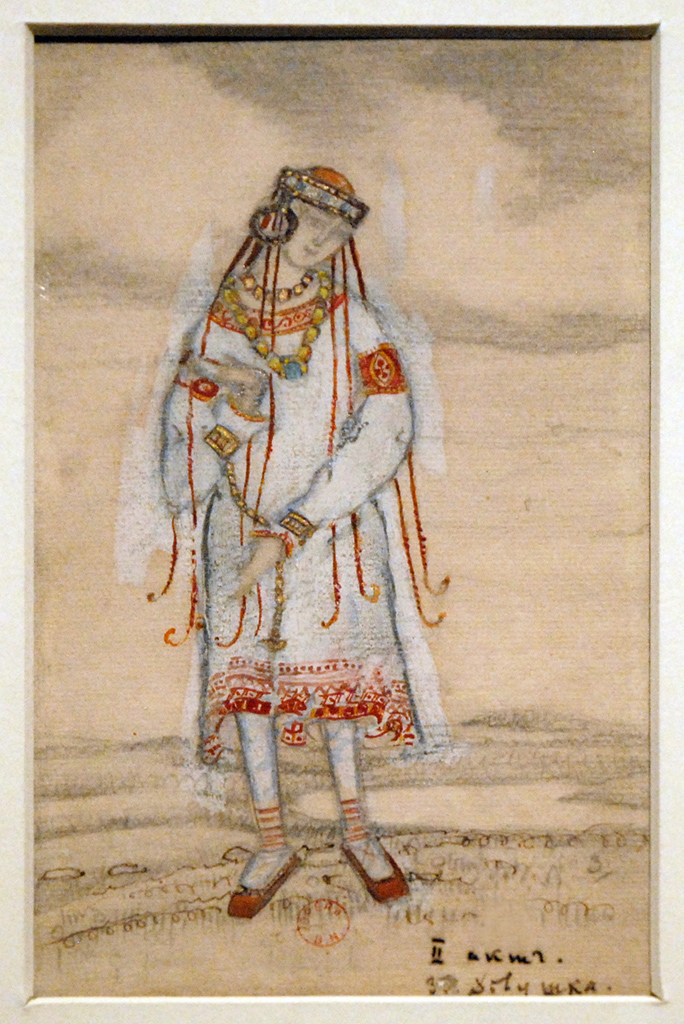
Nicolas Roerich, L'Élue, maquette de costume pour Le Sacre du printemps.

Haut lieu de la musique classique à Paris (avec la salle Pleyel, la Cité de la musique et la salle Gaveau), le Théâtre des Champs-Élysées a accueilli de nombreux orchestres symphoniques tels l'orchestre philharmonique de Vienne, de Munich, de New York, l'orchestre symphonique de la Radiodiffusion bavaroise ou l'orchestre royal du Concertgebouw. L’Orchestre national de France y est actuellement en résidence.

#### De 1913 à la Seconde Guerre mondiale
Il a été inauguré le 31 mars 1913 par un concert de musique française avec la participation de Camille Saint-Saëns : La Mer de Claude Debussy, L'Apprenti sorcier de Paul Dukas et le Prélude de Fervaal de Vincent d'Indy (toutes œuvres dirigées par les compositeurs eux-mêmes) et la création de l’Ode à la musique d’Emmanuel Chabrier, sous la direction de Désiré-Émile Inghelbrecht. Le 31 mars, le faisceau de la tour Eiffel éclaire exceptionnellement la façade du théâtre.
C'est dans cette salle qu'eurent lieu en particulier deux créations mondiales qui firent scandale : la première fut la création du Sacre du printemps d'Igor Stravinsky le 29 mai 1913 sous la direction de Pierre Monteux qui suscita un formidable tollé où détracteurs et adjuvants en vinrent aux mains ; la deuxième fut la création de la vraie première œuvre musicale « mixte » (une œuvre pour instruments de musique et dispositif électroacoustique) : Déserts d'Edgard Varèse le 2 décembre 1954 avec Pierre Henry à la bande magnétique et Hermann Scherchen à la baguette. Le choc inspiré par les interpolations provoqua huées, rires et quolibets. Le scandale qui en résulta fut comparable à celui du Sacre 41 ans et demi plus tôt.
En 1920, Jacques Hébertot loue la salle de la Comédie pour trois soirs (25-27 mars), engage un orchestre de 45 musiciens sous la direction de Désiré-Émile Inghelbrecht et présente les Ballets suédois qu'il a découvert lors d'une tournée en Scandinavie l'année précédente. Sans aucun décor, Jean Börlin, chorégraphe de la compagnie et compagnon de son directeur, le mécène Rolf de Maré, danse plusieurs compositions, notamment Danse céleste inspirée du Siam et Sculpture nègre d'inspiration cubiste où il se transforme en statue africaine. C'est un grand succès. Rolf de Maré charge Hébertot de trouver à Paris une vaste salle pour y présenter de façon régulière ses Ballets.
Après avoir tenté de signer avec l'Opéra de Paris et le théâtre Sarah-Bernhardt, Hébertot prend à son nom le bail des deux salles (Grand théâtre et Comédie) le 1er août 1920. Le Théâtre sera désormais la base parisienne des Ballets suédois, Rolf de Maré se consacrant à leurs tournées mondiales, tandis que Jacques Hébertot continue d'animer les deux salles parisiennes, désormais sous sa responsabilité. Le lieu va rapidement devenir un foyer artistique de premier ordre, en particulier dans les domaines théâtral et musical, réunissant en quatre ans des personnalités de grande qualité : metteurs en scène (Georges et Ludmilla Pitoëff, Louis Jouvet, Gaston Baty), auteurs (Jean Cocteau, Paul Claudel, Blaise Cendrars, Francis Picabia, Anton Tchekhov, Jules Romains, Luigi Pirandello), compositeurs (Francis Poulenc, Darius Milhaud, Georges Auric, Germaine Tailleferre, Erik Satie), affichistes (Paul Colin).
À la suite de problèmes financiers, Hébertot se brouille avec Rolf de Maré et quitte le théâtre en 1925, abandonnant la direction de la Comédie à Louis Jouvet, celle du Studio à Gaston Baty. De Maré fait de la grande salle un music-hall et programme dès octobre une nouvelle attraction : les Black Birds et les danseurs de la Revue nègre. Parmi eux, une jeune femme noire, nue, à peine couverte d’une jupette de plumes verte, les cheveux courts plaqués sur la tête, fait sensation. Il s’agit de la danseuse Joséphine Baker. Sa façon de se mouvoir dans l’espace, d’emprunter des gestes animaliers ou de faire des grands écarts désarticulés bouscule tous les canons de la danse. Pour certains, cette impudeur est un scandale. Le journaliste Robert de Flers écrit : « Nous sommes en train de remonter au singe plus vite que nous en étions descendus. » Mais Baker a ses fans. Parmi eux, les peintres Pablo Picasso, qui la fait connaître dans toute l’Europe, Fernand Léger, Kees Van Dongen, les écrivains René Crevel, qui revient chaque soir pendant un mois, Colette ou Jean Cocteau. Née à Saint-Louis, dans le Missouri d’une mère blanche et d’un père noir, Joséphine Baker échappe par la danse à sa condition. Avec la Revue nègre, elle débarque en France, qui deviendra sa terre d’accueil, son « deuxième amour » avec son pays.

#### De 1945 à nos jours
De 1949 à 1978, le Théâtre des Champs-Élysées a accueilli les Musigrains, des cycles de concerts-conférences pédagogiques fondés par Germaine Arbeau-Bonnefoy (1893-1986), axés sur la musique classique avec des incursions dans la musique contemporaine, la danse classique ou moderne, le folklore et le jazz.
En 1984, à l’initiative de Pierre Lebailliff de la CDC et de Georges Francois Hirsch alors directeur général, une rénovation intégrale de la cage de scène est décidée ainsi que la rénovation des parties publiques classées.
La rénovation s’achève avec beaucoup de retard dû au dépôt de bilan de la principale entreprise chargée de la modernisation de la cage de scène. Lors de la réouverture au public en septembre 1986 est programmé le Benvenuto Cellini qui avait également ouvert le théâtre à l’inauguration en 1913.
Les incidents techniques récurrents dus au système électromécanique de machinerie scénique, amènent la direction du théâtre avec le soutien de la CDC à décider de l’installation d’un nouveau système de machinerie scénique hydraulique novateur, encore utilisé quotidiennement aujourd’hui. Les cintres sont dotés d’un système hydraulique, la scène est également mécanisée ainsi que la fosse d’orchestre, permettant une alternance des spectacles bien plus rapide et efficace. Pour les mêmes raisons, la Comédie Française se dotera avec succès de certains de ces équipements lors de sa rénovation deux ans plus tard. Cette rénovation sera réalisée sans fermeture de l’établissement durant quatre inter-saisons d’été, ce qui est une première mondiale.
En 2005, une rénovation de la salle est entreprise pour corriger une acoustique jugée « trop dure ». Selon un rapport du ministère de la Culture, deux tiers des places offrent des conditions satisfaisantes de visibilité. En 2008, son directeur Dominique Meyer fait remplacer la moquette de l'orchestre et de la corbeille par du parquet, afin d'améliorer l'acoustique de la salle. Un nouveau décor de concert en bois est conçu, la fosse d'orchestre et les dessous de scène sont réaménagés.
En 2010, 50 théâtres privés parisiens réunis au sein de l’Association pour le soutien du théâtre privé (ASTP) et du Syndicat national des directeurs et tourneurs du théâtre privé (SNDTP), dont font partie le Théâtre, la Comédie et le Studio des Champs-Élysées, décident d'unir leurs forces sous une enseigne commune : les Théâtres parisiens associés.
La même année, Michel Franck, directeur associé chez Jeanine Roze Production, est nommé directeur général du théâtre pour une durée de cinq ans, en remplacement de Dominique Meyer parti diriger l'Opéra de Vienne.
Le 26 avril 2012, Kurt Masur est invité à diriger, au théâtre des Champs-Élysées, l'Orchestre national de France dont il est le directeur musical honoraire, un programme retransmis en direct sur France Musique et comprenant la 1re symphonie de Dmitri Chostakovitch (Luc Héry est au premier violon) et la 6e symphonie de Piotr Ilitch Tchaïkovski (Sarah Nemtanu est konzertmeister). En se rapprochant du pupitre des premiers violons au cours de la reprise du thème du troisième mouvement de la « Pathétique » en deuxième partie de concert, il trébuche sur le praticable, pourtant protégé d'un garde-corps de sécurité, ce qui entraîne sa chute en arrière depuis la scène devant le premier rang de spectateurs. Il est transporté par le Samu à l'hôpital Georges-Pompidou où les examens pratiqués sont rassurants.

#### Directeurs du TCE
- 1913- : Gabriel Astruc
- 1920-1925 : Jacques Hébertot
- 1925-1933 : Walther Straram (direction artistique)
- 1954-1967 : Jean Robin (direction artistique)
- 1983-1990 : Georges-François Hirsch
- 1990-1998 : Alain Durel (direction artistique)
- 1999-2010 : Dominique Meyer
- 2010-2025 : Michel Franck
- Depuis 2025 : Baptiste Charroing[26]

### Comédie des Champs-Élysées
La salle est inaugurée le 3 avril 1913 avec la création de L'Exilée d'Henry Kistemaeckers, suivie de la revue de Jean Bastia, En douce, avec Mistinguett. En 1914, reprise de L'Annonce faite à Marie de Paul Claudel mise en scène par Lugné-Poe, en alternance avec La Gloire ambulancière et Le Poulailler, deux pièces de Tristan Bernard. En 1920, L'Enfantement du mort de Marcel L'Herbier, puis Le Bœuf sur le toit de Jean Cocteau et Darius Milhaud.
Sous la direction de Jacques Hébertot, la salle prend le nom de Comédie-Montaigne. Firmin Gémier crée Le Simoun d'Henri-René Lenormand le 21 décembre 1920, Gaston Baty Les Amants puérils de Fernand Crommelynck le 14 mars 1921 et Le Héros et le soldat de George Bernard Shaw. En 1922, au départ de Gémier pour la direction du théâtre de l'Odéon, Hébertot installe à la Comédie Georges Pitoëff et sa troupe (dont Michel Simon). En 1924, la troupe quitte la Comédie pour le théâtre du Vieux-Colombier.
Louis Jouvet prend la direction de la Comédie au départ d'Hébertot en 1925 ; il y créé Siegfried, Amphitryon 38 et Intermezzo de Jean Giraudoux.
En juillet 1926, la salle accueille la première projection en France du film allemand Les Aventures du prince Ahmed, de Lotte Reiniger, une œuvre pionnière du cinéma d'animation.
Jouvet en part en 1934 pour le théâtre de l'Athénée. Jean Sarrus lui succède, puis Roger Capgras en 1936. Pendant la Seconde Guerre mondiale, la Comédie reste un théâtre sous la responsabilité de la Société des Auteurs. En 1944, Claude Sainval et Roland Piétri dirigent ensemble le théâtre jusqu'en 1948. Claude Sainval reste seul directeur jusqu'en 1977, ajoutant la direction du Studio à ses prérogatives à partir de 1966. Guy Descaux le remplace jusqu'en novembre 1992, suivi de Jacqueline Cormier puis du metteur en scène Michel Fagadau qui dirige la Comédie et le Studio de 1994 à sa mort, en 2011. Sa fille, Stéphanie, prend sa succession.

### Studio des Champs-Élysées
En 1923, Jacques Hébertot décide de transformer la Galerie Montaigne où sont organisées des expositions (dont la première consacrée à Modigliani et les premières manifestations dada) en une salle de spectacles destinée au théâtre d'essai. L'aménagement est confié à Louis Jouvet, la direction artistique à Kommisarjevski puis Gaston Baty du 28 mars 1924 au 14 avril 1928.
Lui succèdent Camille Corney en 1928, Gérard Batbedat en 1931, Louis Ducreux et Paul Alain en 1943 et Maurice Jacquemont en 1944.
De 1960 à 1965, Antoine Bourseiller assure la direction artistique. Depuis 1966, la direction est assurée par les directeurs de la Comédie des Champs-Élysées : Claude Sainval, Guy Descaux, Jacqueline Cormier, Michel Fagadau (assisté par Viviane Elbaz de 1997 à 2005) et Stéphanie Fagadau-Mercier.
Mises en scène de Gaston Baty
- 1924 : Parades de Thomas Gueullette
- 1924 : Maya de Simon Gantillon
- 1924 : À l'ombre du mal d'Henri-René Lenormand
- 1925 : Mademoiselle Julie d'August Strindberg
- 1925 : Déjeuner d'artistes de Jean Gaument et Camille Cé
- 1925 : L'Étrange Épouse du professeur Stierbecke d'Albert-Jean
- 1926 : Le Couvre-feu d'Albert Boussac de Saint-Marc
- 1926 : L'Homme du destin de George Bernard Shaw
- 1926 : Le Bourgeois romanesque de Jean Blanchon
- 1926 : Une visite d'Anne Valray
- 1926 : Têtes de rechange de Jean-Victor Pellerin
- 1926 : L'Amour magicien d'Henri-René Lenormand
- 1927 : Almicar de Philippe Fauré-Frémiet
- 1927 : La Machine à calculer d'Elmer Rice
- 1928 : Le Dibbouk de Shalom Anski

## Concerts
Le 4 juillet 1985, Sammy Davis, Jr. donne, au théâtre des Champs-Elysées, un concert au profit de l'Unicef.

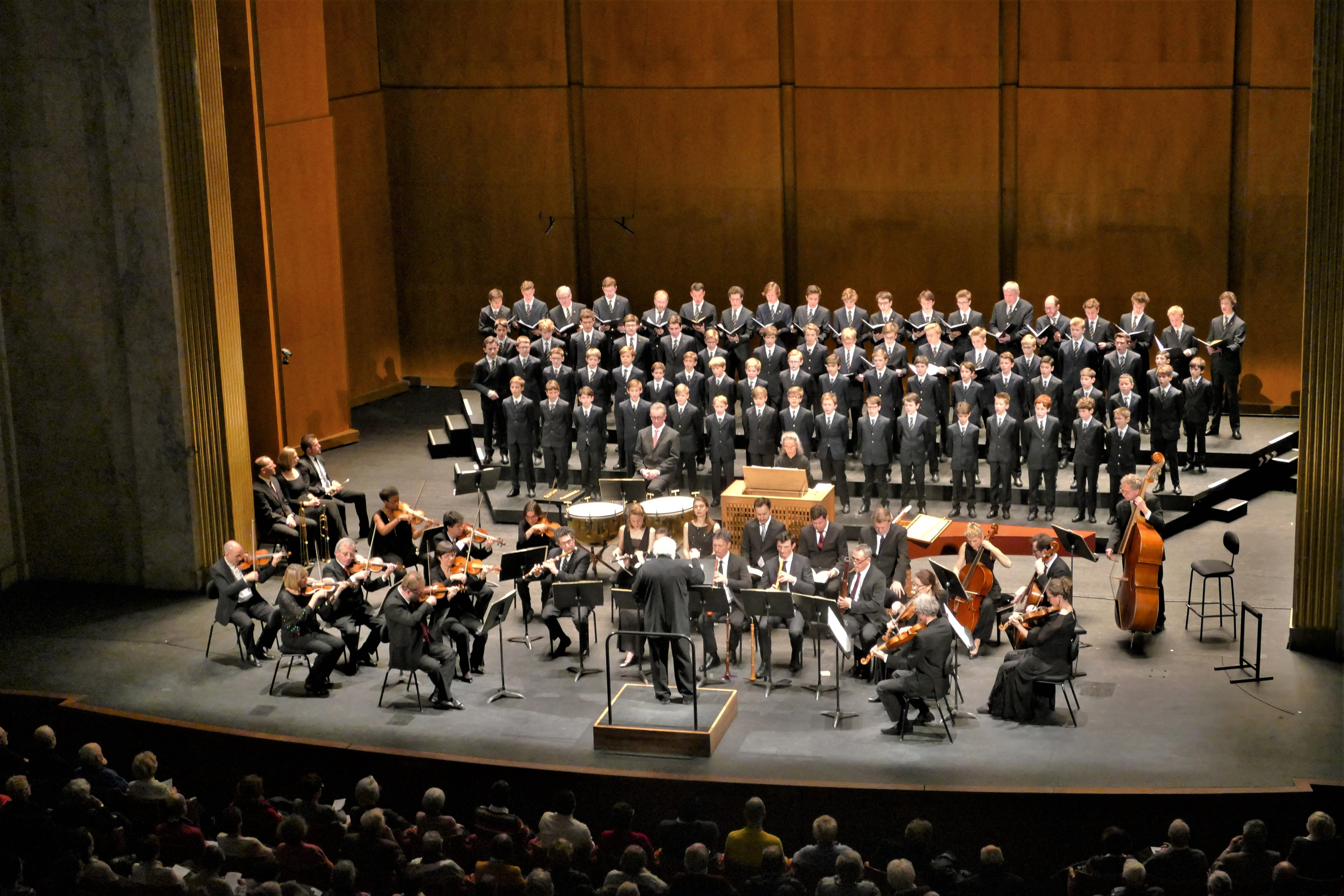
Jean-Claude Malgoire au théâtre des Champs Élysée avec La Grande Écurie et la Chambre du Roy et les Petits Chanteurs de Sainte-Croix de Neuilly - The Paris Boys Choir.

Le 17 décembre 2017, le chef Jean-Claude Malgoire est invité au Théâtre de Champs-Élysées pour y diriger son premier Magnificat de Jean-Sébastien Bach avec son ensemble La Grande Écurie et la Chambre du Roy et la maîtrise de garçons des Petits Chanteurs de Sainte-Croix de Neuilly - The Paris Boys Choir (chef de chœur François Polgár),.

## Films tournés au théâtre
- 1924 : Entr'acte de René Clair, sur le toit[31]
- 1924 : L'inhumaine de Marcel L'Herbier
- 1973 : Le silencieux de Claude Pinoteau
- 1992 : Death in the clouds de Stephen Whittaker
- 2005 : De battre mon cœur s'est arrêté de Jacques Audiard
- 2006 : Fauteuils d'orchestre de Danièle Thompson
- 2009 : Fais pas ci, fais pas ça (épisode 2, saison 2 : S.O.S mères en détresse) d'Anne Giafferi
- 2009 : Coco et Igor Stravinsky de Jan Kounen
- 2012 : Amour de Michael Haneke